# Родотамнус
Родотамнус (лат. Rhodothamnus) — род растений семейства Вересковые.

## Ареал
Вид Rhodothamnus chamaecistus встречается в австрийских и итальянских Альпах.

## Биологическое описание
Небольшие кустарники. Rhodothamnus chamaecistus — низкий вечнозелёный ветвящийся кустарник с цельными эллиптическо-ланцетовидными листьями. Цветки розовые, большие по отношению к размеру растений. Плод — шаровидная коробочка.

## Виды
Род включает 2 вида:
- Rhodothamnus chamaecistus (L.) Rchb., 1827 typus — Рододендрон карликовый
- Rhodothamnus sessilifolius P.H.Davis, 1962